# أبدة
بلدية أُبَّدة (بالدال المعجمة أو المهملة، وبضم الهمزة وتشديد الباء الموحدة وفتحها) (بالإسبانية: Úbeda)‏ هي بلدية تقع في مقاطعة خاين التابعة لمنطقة أندلوسيا جنوب إسبانيا.
عُرفت أيضًا باسم أُبَّدة العرب، بعد أن اختطَّها الأمير عبد الرحمن الأوسط الأموي، وكانت جزءًا من من كورة جيان في العصر الإسلامي الأندلسي.

## الديموغرافيا
بلغ عدد سكان بلدية أبدة 35.866 نسمة عام 2011 (وفقاً للمعهد الوطني الإسباني للإحصاء).
| 32.086 | 32.524 | 32.971 | 33.993 | 34.347 | 35.649 | 35.866 |

## توأمة
لأبدة اتفاقيات توأمة مع كل من:
- Lège-Cap-Ferret [الإنجليزية]‏
- تشايكلانا دي لا فرونتيرا
- بياسة

## أعلام أبدة
- أنطونيو مونيوث مولينا

## أعلام
- كارلوس مونيوث
- يوحنا الصليب
- أنطونيو مونيوث مولينا
- إميليو مونيوث
- خواكين سابينا